# 猪之歌
《猪之歌》是内地网络歌手香香的首张专辑。《猪之歌》为2002年流行于中国大陆网络的一首网络歌曲，目前其版权为自由版权，即任何人可以翻唱、出版此歌曲。《猪之歌》也捧红了内地网络歌手香香。

## 收录曲
- 猪之歌：作词：毛慧、作曲：毛慧
- 老鼠爱大米：作词：杨臣刚、作曲：杨臣刚
- 冬天的星愿：作词：毛慧、作曲：毛慧
- 泉水：作词：毛慧、作曲：毛慧
- 我爱睡觉：作词：毛慧、作曲：毛慧
- 毛毛：作词：毛慧、作曲：毛慧
- 吟香：作词：毛慧、作曲：毛慧
- 夏虫：作词：毛慧、作曲：毛慧
- 江南：作词：李瑞洵、作曲：林俊杰
- 老鼠爱大米（香香&杨臣刚合唱版）：作词：杨臣刚、作曲：杨臣刚
- 猪之歌 (伴奏版)：作词：毛慧、作曲：毛慧